# Javier García (szermierz)
Javier García Delgado (ur. 10 września 1976 w La Bañeza) – hiszpański florecista, brązowy medalista mistrzostw świata.
Podczas mistrzostw świata w Lizbonie w 2002 roku Hiszpanie w składzie: Javier Menéndez, Luis Caplliure, José Francisco Guerra i Javier García zdobyli brązowy medal w rywalizacji drużynowej. Był też między innymi dziewiąty drużynowo na mistrzostwach świata w La Chaux-de-Fonds w 1998 roku.
Wystartował na igrzyskach olimpijskich w Atlancie w 1996 roku, zajmując 13. miejsce w turnieju indywidualnym. Był to jego jedyny start olimpijski.